# Canis cedazoensis
Canis cedazoensis es una especie extinta de cánidos pequeños que fue endémica de América del Norte durante la época del Pleistoceno, 1,8 millones de años - 300.000 años atrás.
La morfología y dentición de C. cedazoensis sugiere un animal parecido a un chacal que era más hipercarnívoro que cualquier chacal actual. C. cedazoensis tiene un tamaño similar al chacal común. Parece que forma un clado endémico con Canis thooides y Canis feneus, y posiblemente desciende del coyote de Johnston.
C. cedazoensis habría compartido su hábitat con el lobo de Armbruster y el lobo gigante por aproximadamente 1,8 millones de años antes de extinguirse. Otros competidores habrían sido los félidos dientes de sable como el Smilodon y el Homotherium.